# こまつ書店
株式会社こまつ書店（こまつしょてん）は、山形県の企業。県内に書店チェーン店を展開している。書籍だけでなく、文具・CD・DVDの販売も行っている。

## 沿革
- 1981年12月20日 - 有限会社こまつ書店創業。
- 1985年5月1日 - 有限会社こまつ書店設立。
- 1990年7月31日 - 株式会社こまつ書店に組織変更。

## 店舗一覧

### 山形市
- 寿町本店
- 桜田店
- 西田店
- 鈴川店

### 米沢市
- 堀川町店

### 東根市
- 東根店

## 営業時間
少しでも余裕を持って本を選んでもらうため、全店24時3分に店を閉めていたが、2017年時点で寿町本店のみ24時3分閉店になっている（年末年始等を除く）。